# Marano Lagunare
Marano Lagunare (Friaulisch Maran) ist eine italienische Gemeinde (comune) mit 1689 Einwohnern (Stand 31. Dezember 2023) in der Region Friaul-Julisch Venetien. 

## Geographie
Der Ort und Fischereihafen  liegt zwischen Lignano Sabbiadoro und Grado an der Lagune von Grado. 
Das Zentrum von Marano bildet eine Piazza, die von einem mehr als 1000 Jahre alten Turm, dem Torre Millenaria, beherrscht wird. Unmittelbar an die Stadt grenzen mehrere Naturreservate, in denen unter anderem Flamingos leben.

## Geschichte
Marano Lagunare entstand im Jahr 81 v. Chr. als Legionsstadt. 1543 wurde Marano von Venedig erobert. Von den ehemaligen Festungsmauern Maranos ist heute nichts mehr zu sehen, Ende des 19. Jahrhunderts waren diese noch vorhanden. In der Stadt wird noch heute ein venetischer Dialekt gesprochen, obwohl die ehemalige Provinz Udine überwiegend Friaulisch spricht.

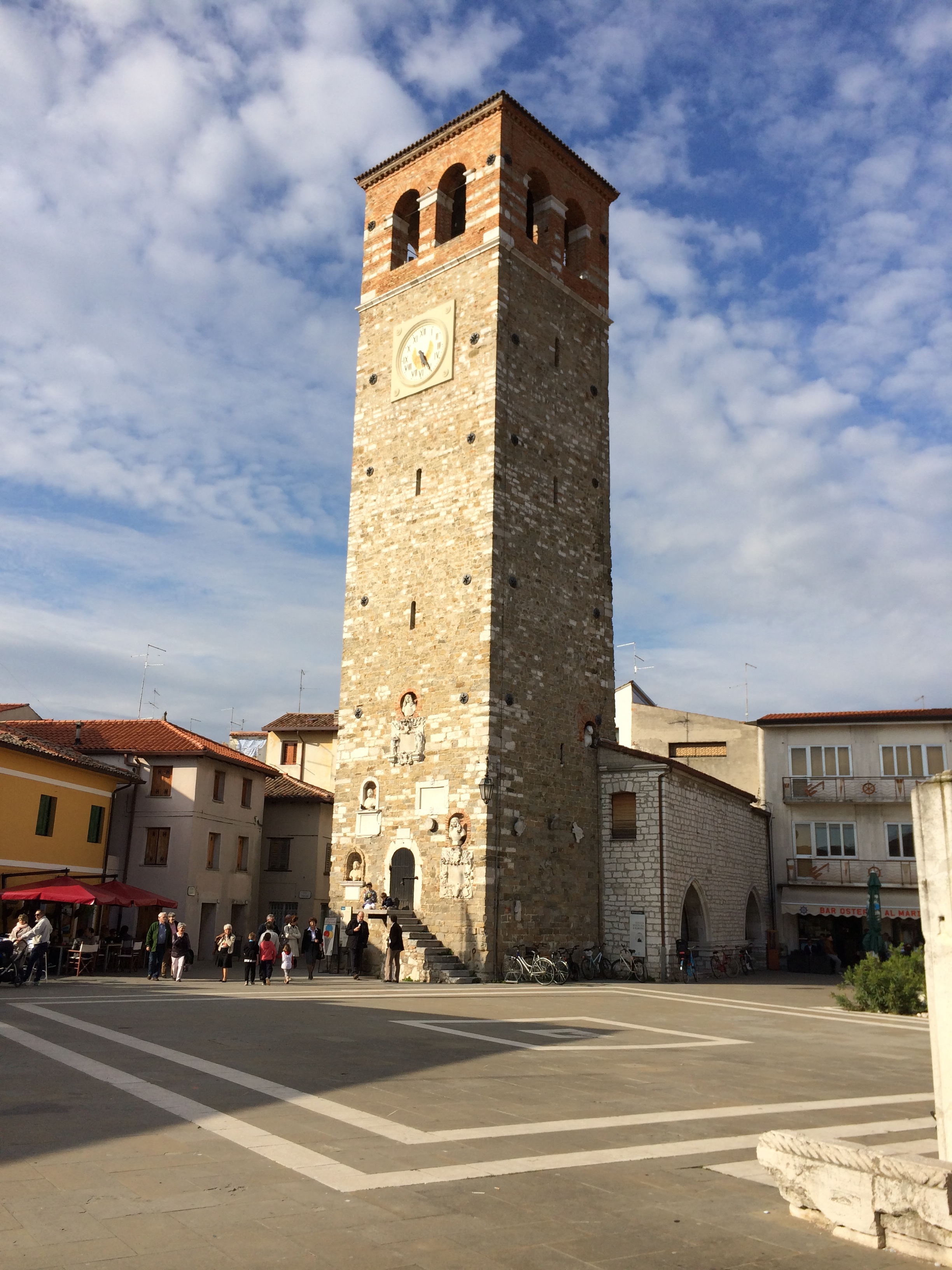
Torre Millenaria
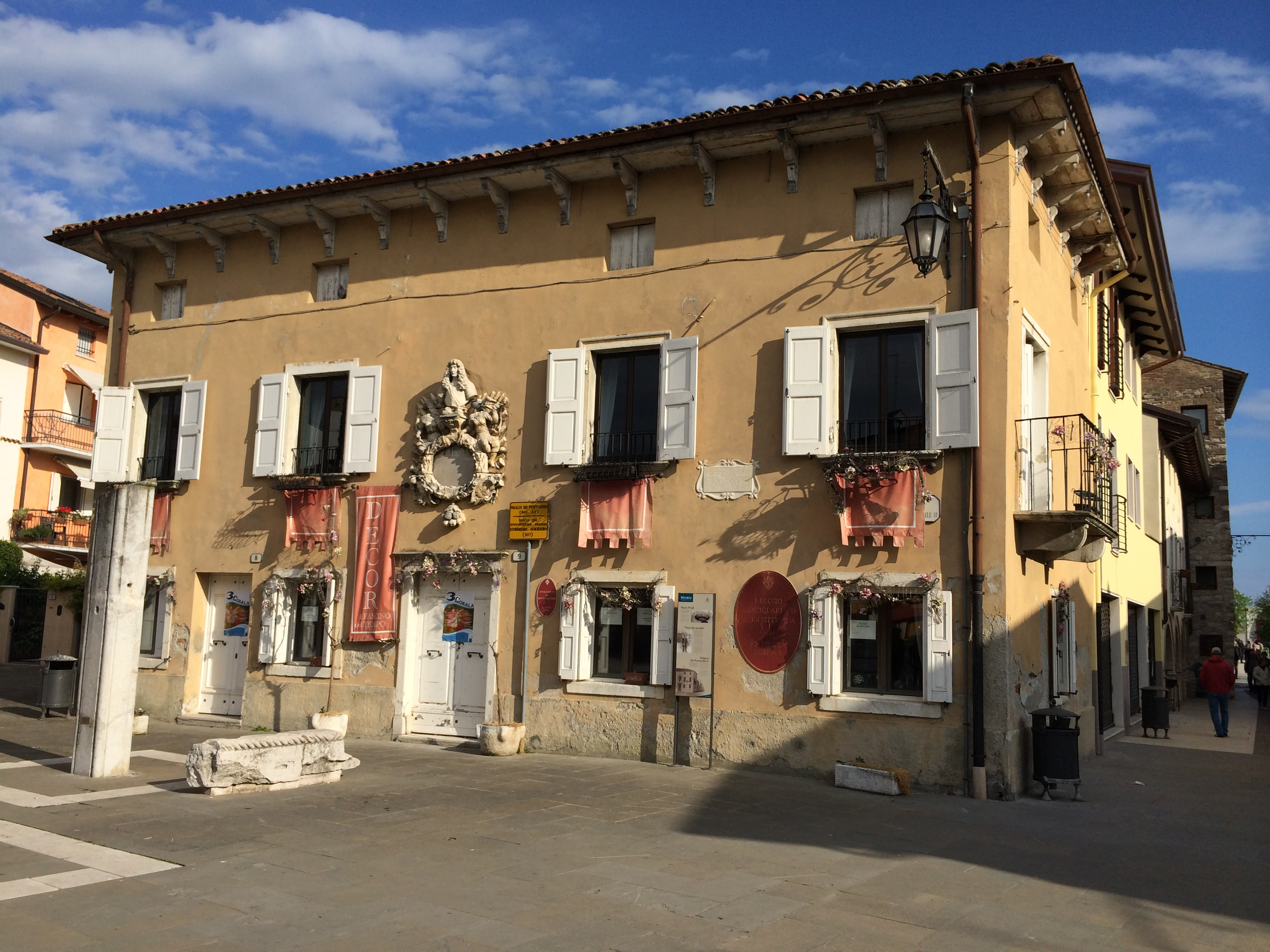
Palazzo dei Provveditori
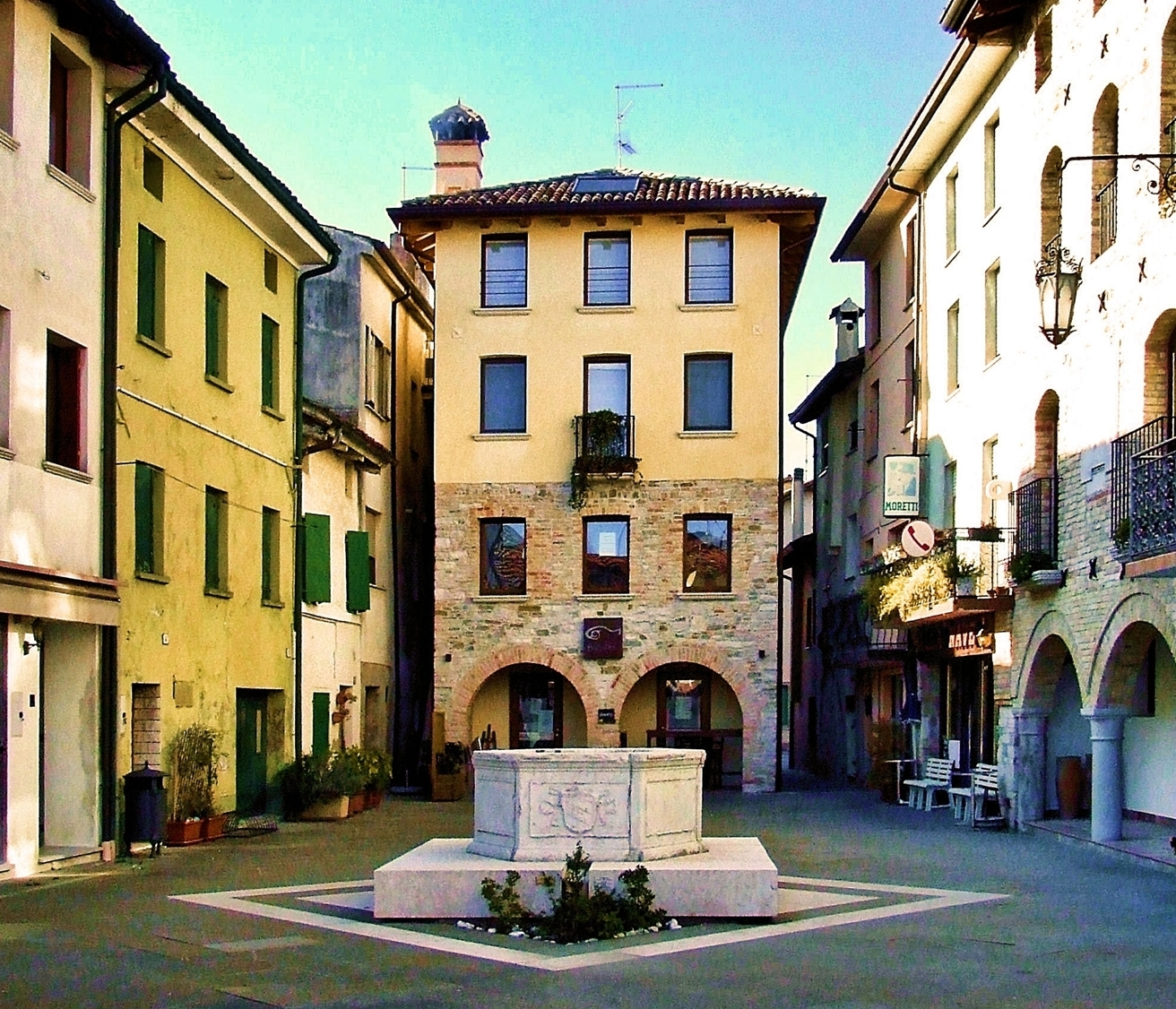
Piazza Marii
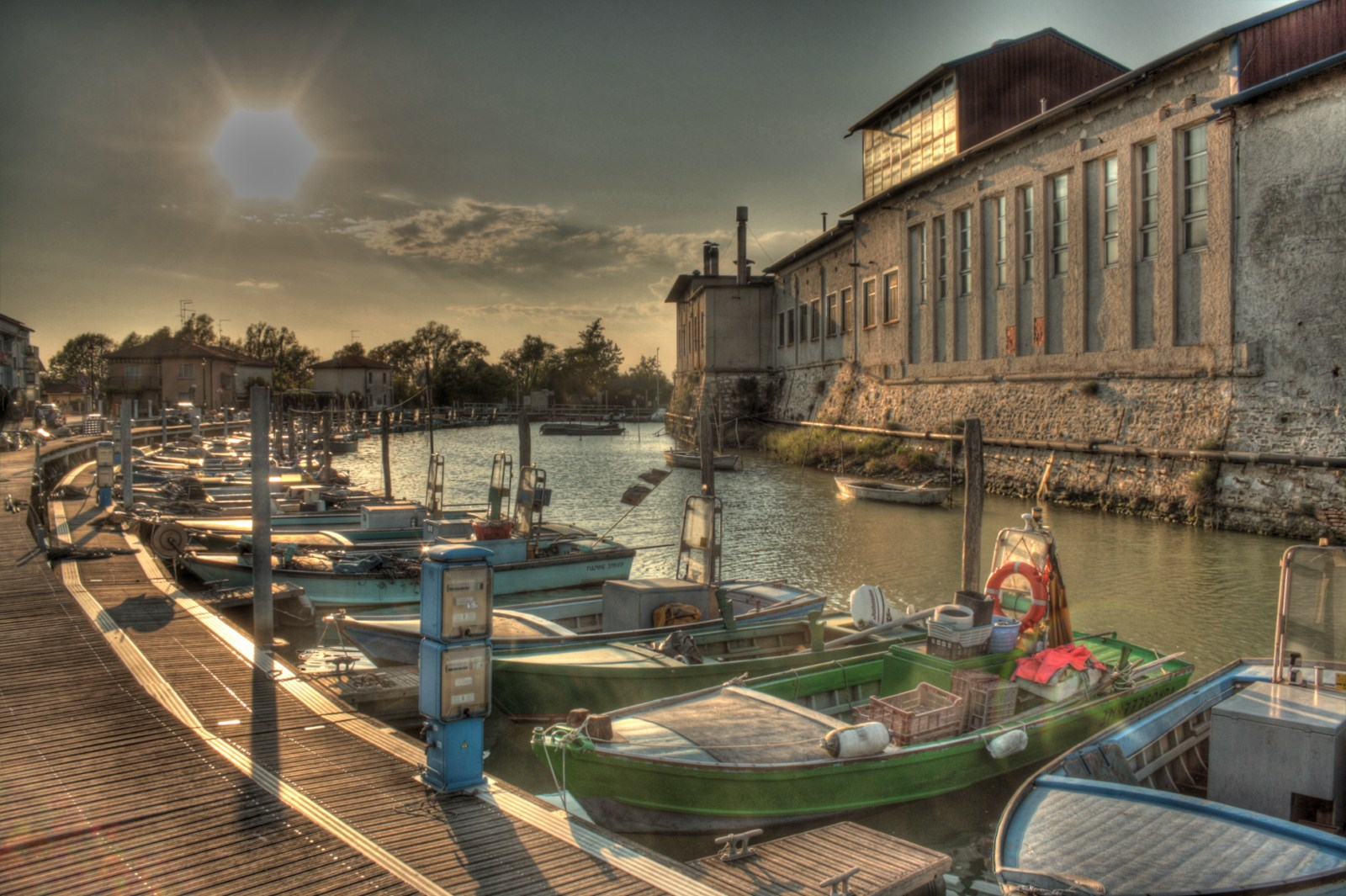
Canal del Molin